# قائمة الحوادث الإرهابية في يناير 2017
هي جميع الأعمال الإرهابية أو التي صنفت كذلك خلال 2017
| التاريخ | النوع   | الجرحى | القتلى | الدولة         | تفاصيل                               | المنفذ |
| ------- | ------- | ------ | ------ | -------------- | ------------------------------------ | ------ |
| 1       | الضحايا | 40+    | 35+    | إسطنبول, تركيا | الهجوم على ملهى ليلي في إسطنبول 2017 | داعش   |